# Speak Now
| Совокупная оценка          | Совокупная оценка |
| Источник                   | Оценка            |
| -------------------------- | ----------------- |
| AnyDecentMusic?            | 6.9/10            |
| Metacritic                 | 77/100            |
| Оценки критиков            |                   |
| Источник                   | Оценка            |
| AllMusic                   | [ 3 ]             |
| The A.V. Club              | B−                |
| Entertainment Weekly       | B+                |
| The Guardian               | [ 6 ]             |
| Los Angeles Times          | [ 7 ]             |
| MSN Music (Expert Witness) | A−                |
| Paste                      | 7.1/10            |
| Rolling Stone              | [ 10 ]            |
| Slant Magazine             | [ 11 ]            |
| Spin                       | 7/10              |

Speak Now — третий альбом американской кантри-певицы Тейлор Свифт, выпущенный 25 октября 2010 года на лейбле Big Machine Records. Альбом дебютировал в чарте Billboard 200 сразу на первом месте, разошедшись за первую неделю продаж рекордным для 2010 года тиражом в 1 047 000 экземпляров. Все 14 песен с этого альбома вошли в сингловый хит-парад Billboard Hot 100, а основной хит «Mine» достиг в нём места № 3. Перезаписанный альбом Speak Now под названием Speak Now (Taylor’s Version) был выпущен 7 июля 2023 года.
В январе 2025 года альбом включён в список лучших альбомов первой четверти XXI века (The 250 Greatest Albums of the 21st Century So Far).

## Об альбоме
Speak Now был выпущен 25 октября 2010 года на лейбле Big Machine и, благодаря дебютному тиражу в 1 047 000 экземпляров, стал вторым для певицы релизом № 1 в США и 3-м самым быстро распродаваемым альбомом для женщин в истории США. В Великобритании альбом дебютировал на № 6 в Top 40 Albums. В Канаде альбом также дебютировал на № 1 Canadian Albums Chart с тиражом в 62 000 копий. После мощного дебюта альбом задержался на № 1 и на вторую неделю в США, с тиражом 320 000 копий (падение на 69 %). В его 3-ю неделю он был смещён на второе место (212 000) дебютировавшим тогда новым диском Сюзан Бойл The Gift.
Однако в его 8-ю неделю альбом снова вернулся на № 1 (259 000). В 9-ю неделю релиза он оставался на вершине 4-ю неделю (276 000, рост на 11 %). На 10-ю неделю релиза, несмотря на малый тираж (77 000, падение 72 % по сравнению с предыдущей неделей) альбом Свифт по-прежнему был на № 1 уже 5-ю неделю.
По официальным данным, Тейлор Свифт посвятила песню «Back to December» одному из своих бывших бойфрендов — актеру Тейлору Лотнеру, известному по роли Джейкоба Блэка в фильмах франшизы «Сумерки» (The Twilight Saga).
Сингл «Mean» получил премию «Грэмми» как лучшая кантри-песня в номинациях «Лучшее сольное кантри-исполнение» и «Лучшее кантри-песня».
Альбом в 2011 году выиграл премию Billboard Music Awards в номинации Top Country Album.
Промо-сингл «Speak Now» сразу дебютировал на восьмом месте в Billboard Hot 100 с тиражом 217 000 цифровых загрузок. «Speak Now» стал шестым для Тейлор Свифт синглом, сразу вошедшим в Top-10, что сделало её первым в истории исполнителем по этому показателю. Ранее рекорд с пятью дебютами в Top-10 основного американского чарта Billboard Hot 100 удерживала певица Мэрайя Кэри, сделавшая это достижение в 1995—1998 годах.
Все 14 песен с основного издания альбома и 3 бонус-трека вошли в чарт США Billboard Hot 100, 11 из них находилисть там одновременно, что сделало Свифт только третьей в истории исполнителем и первой женщиной с более чем десятью конкурирующими хитами в Hot 100. Speak Now также единственный в истории альбом, имеющий 17 хитов в Hot 100. Итого: 4 хита в Top-10, 7 хитов в Top-20 и 9 хитов в Top-30.
Тейлор Свифт гастролировала в течение 2011 и начале 2012 года в поддержку Speak Now. За тринадцать месяцев Тейлор дала 111 концертов: семь в Азии, двенадцать концертов в Европе, 80 концертов в Северной Америке и двенадцать концертов в Австралии. В туре Speak Now World Tour приняло участие более 1,6 миллиона поклонников певицы и было собрано более 123 миллиона долларов, что сделало эти гастроли одними из самых кассовых всех времен.
Все песни в альбоме Тейлор написала сама.

## Отзывы
Альбом Speak Now получил в целом положительные отзывы от современных критиков. Metacritic, который присваивает нормализованный рейтинг из 100 баллов рецензиям мейнстримовых изданий, дал альбому средний балл 77, основанный на 20 рецензиях. AnyDecentMusic? собрал 10 рецензий и дал ему средний балл 6,9 из 10.
Большинство критиков одобрили взрослый взгляд Свифт на любовь и отношения. Рецензии, опубликованные в AllMusic, Entertainment Weekly, The Guardian, Los Angeles Times, и Rolling Stone, похвалили песни за передачу эмоций с помощью увлекательного повествования и ярких деталей. В рецензии на AllMusic Стивен Томас Эрлевайн написал: «[Свифт] пишет с точки зрения момента, но при этом обладает мастерством автора песен не по годам». American Songwriter одобрил самостоятельно написанный материал Свифт и её художественный контроль. В своём справочнике потребителя Роберт Кристгау отметил, что хотя альбом «слишком длинный и перегруженный», песни «демонстрируют усилия, которые имеют удивительное сходство с заботой — то есть заботой в самом лучшем, широком и эмоциональном смысле».
Драматические темы альбома о разбитом сердце и мести получили смешанные отзывы. Spin и Now отметили, что, хотя альбом включает несколько запоминающихся треков, Speak Now омрачен знаменитостями, гневом и обидами. Журнал Slant похвалил мелодичный почерк Свифт за то, что она предлагает радио-дружественные поп-хуки, но раскритиковал тексты песен «Dear John», «Mean», «Innocent» и «Better than Revenge» как поверхностные и недальновидные. По мнению Стивена Хайдена из The A.V. Club, эти треки являются сильной стороной Speak Now: «Самый ловкий трюк Свифт — быть самой привлекательной, когда она потакает такой неприкрытой гадости». Entertainment Weekly согласился, считая эти треки неизбежными для творческой эволюции Свифт. The Village Voice отметил, что авторская песня Свифт «не исповедальная, а драматическая», и нашел её более нюансированной и зрелой по сравнению с песнями Fearless.
Другие рецензии были посвящены продюсированию Speak Now. Рецензии, опубликованные в журналах Paste и Slant Magazine, назвали альбом запоминающимся, с популярными на радио мелодиями; Paste был впечатлён кроссоверной привлекательностью, но посчитал общее производство скучным. The Village Voice не согласился со слабым и напряженным вокалом Свифт. BBC Music сочла трек-лист альбома слишком длинным, но в целом назвала его «искрометной и трогательной записью». Now одобрил эксперименты Свифт со стилями, отличными от кантри, но счёл их «слишком безопасными» и сказал, что альбом омрачен «ловко спродюсированным пауэр-попом и слащавой одинаковостью [которая] неотличима от любого количества сегодняшних радио-ориентированных артистов». Энн Пауэрс оценила мягкие, интроспективные треки Speak Now за персонализацию поп-музыки. Джон Караманика из The New York Times похвалил эксперименты с такими жанрами, как блюз и поп-панк, и назвал Speak Now смелым шагом для Свифт.

### Награды и номинации
| Год  | Организация                        | Награда                                          | Результат | Ссылки |
| ---- | ---------------------------------- | ------------------------------------------------ | --------- | ------ |
| 2010 | Guinness World Records             | Fastest Selling Digital Album by a Female Artist | Победа    | [ 40 ] |
| 2011 | Academy of Country Music Awards    | Album of the Year                                | Номинация | [ 41 ] |
| 2011 | American Country Awards            | Album of the Year                                | Номинация | [ 42 ] |
| 2011 | American Music Awards              | Favourite Country Album                          | Победа    | [ 43 ] |
| 2011 | Billboard Awards                   | Top Country Album                                | Победа    | [ 44 ] |
| 2011 | Billboard Awards                   | Top Billboard 200 Album                          | Номинация | [ 44 ] |
| 2011 | Canadian Country Music Association | Top Selling Album                                | Победа    | [ 45 ] |
| 2011 | Country Music Association Awards   | Album of the Year                                | Номинация | [ 46 ] |
| 2011 | Juno Award                         | International Album of the Year                  | Номинация | [ 47 ] |
| 2012 | Grammy Awards                      | Best Country Album                               | Номинация | [ 48 ] |

## Признание
Музыковед Джеймс Э. Пероун считает, что «Speak Now» появился «в любопытный момент» в карьере Свифт. После того, как её дебютный альбом 2006 года отметил её как «вундеркинда-певца», а альбом Fearless 2008 года превратил в «добросовестную звезду», Speak Now ознаменовал творческую зрелость Свифт с нюансированными наблюдениями, отражающими её юный возраст. В статье Rolling Stone в 2019 году Свифт сказала, что написала альбом самостоятельно как реакцию на сомнения критиков в её способности писать песни. Профессор коммуникации Майлз Макнатт утверждал, что собственно сочиненный альбом Speak Now был определенным шагом Свифт к тому, чтобы заявить об авторстве своей музыки и карьеры, в отличие от других артистов, которых продают их лейблы. Его коммерческий успех способствовал тому, что её слава поп-звезды вышла за рамки самоидентификации Свифт как исполнительницы кантри-музыки. Сэм Содомски из Pitchfork, рецензируя альбом в 2019 году, утверждал, что принадлежность Свифт к кантри-музыке служит скорее показателем её автобиографического написания песен, чем музыкального стиля.
Критики и музыковеды отметили Speak Now лежит в контексте знаменитости Свифт. Некоторые рассматривали песни, вдохновленные публичным опытом Свифт, включая отношения с высокопоставленными знаменитостями и инцидент на церемонии вручения премии MTV в 2009 году, как прецедент для написания песен Свифт на последующих альбомах, которые привлекали внимание СМИ на протяжении всей её карьеры. Как заметила профессор гендерных исследований Адриан Браун, песни об идеализированной романтике и её невинный образ «хорошей девочки» выделили Свифт среди современных сексуализированных поп-артисток. Браун отметила, что нежелание Свифт открыто обсуждать секс и склонность критиковать женщин, которые «шлют себя», как в тексте песни «Better than Revenge», были проблематичными. В издании Vulture Маура Джонстон отметила, что хотя песни о публичном опыте Свифт были ошибкой, они намекают на её альбом 2017 года Reputation, который исследует публичный образ Свифт и противостояние её критикам.

### 2023 (перезапись)
В ноябре 2020 года, после спора о праве собственности на авторские права, Свифт начала перезаписывать свои первые шесть студийных альбомов. Fearless (Taylor’s Version), первый из её перезаписанных альбомов, был выпущен 9 апреля 2021 года, за ним последовал Red (Taylor’s Version) 12 ноября 2021 года. 5 мая 2023 года, на своем первом шоу Eras Tour в Нашвилле, Свифт объявила Speak Now (Taylor’s Version) своим следующим перезаписанным альбомом, выход которого запланирован на 7 июля 2023 года; альбом будет содержать шесть неизданных треков.

## Список композиций
Список композиций по данным официального сайта Т.Свифт на 22 сентября 2010.
Слова и музыка всех песен — Тейлор Свифт, кроме «If This Was a Movie», где соавтор Мартин Джонсон. Все песни продюсировали Нейтан Чапман и Свифт.
| №                   | Название              | Длительность |
| ------------------- | --------------------- | ------------ |
| 1.                  | «Mine»                | 3:50         |
| 2.                  | «Sparks Fly»          | 4:20         |
| 3.                  | «Back to December»    | 4:53         |
| 4.                  | «Speak Now»           | 4:00         |
| 5.                  | «Dear John»           | 6:43         |
| 6.                  | «Mean»                | 3:57         |
| 7.                  | «The Story of Us»     | 4:25         |
| 8.                  | «Never Grow Up»       | 4:50         |
| 9.                  | «Enchanted»           | 5:53         |
| 10.                 | «Better Than Revenge» | 3:37         |
| 11.                 | «Innocent»            | 5:02         |
| 12.                 | «Haunted»             | 4:02         |
| 13.                 | «Last Kiss»           | 6:07         |
| 14.                 | «Long Live»           | 5:17         |
| Общая длительность: | Общая длительность:   | 67:03        |

| №   | Название            | Длительность |
| --- | ------------------- | ------------ |
| 15. | «Mine» (US version) | 3:51         |

| №   | Название                        | Длительность |
| --- | ------------------------------- | ------------ |
| 15. | «Mine» (US version)             | 3:51         |
| 16. | «Back to December» (US version) | 4:53         |
| 17. | «The Story of Us» (US version)  | 4:26         |

| №   | Название                        | Длительность |
| --- | ------------------------------- | ------------ |
| 15. | «Back to December» (US version) | 4:53         |
| 16. | «The Story of Us» (US version)  | 4:26         |

| №   | Название                                               | Длительность |
| --- | ------------------------------------------------------ | ------------ |
| 1.  | «Ours»                                                 | 3:58         |
| 2.  | «If This Was a Movie» (writers: Swift, Martin Johnson) | 3:54         |
| 3.  | «Superman»                                             | 4:36         |
| 4.  | «Back to December» (acoustic)                          | 4:52         |
| 5.  | «Haunted» (acoustic)                                   | 3:37         |
| 6.  | «Mine» (US version)                                    | 3:51         |
| 7.  | «Back to December» (US version)                        | 4:53         |
| 8.  | «The Story of Us» (US version)                         | 4:26         |
| 9.  | «On the Set: Behind the Scenes "Mine" Music Video»     | 30:21        |
| 10. | «Mine» (music video)                                   | 3:55         |

| №  | Название                                           | Длительность |
| -- | -------------------------------------------------- | ------------ |
| 1. | «Ours»                                             | 3:58         |
| 2. | «If This Was a Movie»                              | 3:54         |
| 3. | «Superman»                                         | 4:36         |
| 4. | «Back to December» (acoustic)                      | 4:52         |
| 5. | «Haunted» (acoustic)                               | 3:37         |
| 6. | «Mine» (pop mix)                                   | 3:50         |
| 7. | «On the Set: Behind the Scenes "Mine" Music Video» | 30:21        |
| 8. | «Mine» (music video)                               | 3:55         |

| №   | Название                              | Длительность |
| --- | ------------------------------------- | ------------ |
| 15. | «Ours»                                | 3:58         |
| 16. | «If This Was a Movie»                 | 3:54         |
| 17. | «Superman»                            | 4:36         |
| 18. | «Back to December» (Acoustic version) | 4:52         |
| 19. | «Haunted» (Acoustic version)          | 3:37         |
| 20. | «Mine» (US version)                   | 3:50         |
| 21. | «Back to December» (US version)       | 4:53         |
| 22. | «The Story of Us» (US version)        | 4:26         |

Замечания
- Изданные не в Северной Америке версии альбома имеют разные версии записей песен «Mine», «Back to December» и «The Story of Us», которые дополнительно продюсировали Dean Gillard и Matt Ward[англ.].

## Позиции в чартах
| Чарт (2010—2011)                    | Высшая позиция |
| ----------------------------------- | -------------- |
| Австралия (ARIA)                    | 1              |
| Австралия, Australian Country Chart | 1              |
| Австрия (Ö3 Austria)                | 16             |
| Бельгия/Фландрия (Ultratop)         | 18             |
| Бельгия/Валлония (Ultratop)         | 45             |
| Канада (Canadian Albums Chart)      | 1              |
| Дания (Hitlisten)                   | 26             |
| Нидерланды (Album Top 100)          | 17             |
| Франция (SNEP)                      | 39             |
| Германия (Offizielle Top 100)       | 15             |
| Греция, Greek Albums Chart          | 17             |
| Ирландия (IRMA)                     | 6              |
| Италия (Classifica album)           | 16             |
| Япония (Oricon)                     | 6              |
| Мексика, Mexican Albums Chart       | 8              |
| Новая Зеландия (RMNZ)               | 1              |
| Норвегия (VG-lista)                 | 4              |
| Республика Корея (Circle)           | 28             |
| Испания (PROMUSICAE)                | 10             |
| Швеция (Sverigetopplistan)          | 18             |
| Швейцария (Schweizer Hitparade)     | 17             |
| Taiwanese Albums Chart              | 1              |
| Великобритания (UK Albums Chart)    | 6              |
| США (Billboard 200)                 | 1              |
| США (Billboard Top Country Albums)  | 1              |

| Чарт (2019—2022)                   | Высшая позиция |
| ---------------------------------- | -------------- |
| Аргентина (CAPIF)                  | 3              |
| США (Billboard Independent Albums) | 6              |

| Чарт (2010)                      | Позиция |
| -------------------------------- | ------- |
| Австралия                        | 15      |
| Канада                           | 15      |
| Новая Зеландия Singles Chart     | 15      |
| Великобритания UK Albums (OCC)   | 163     |
| США Billboard 200                | 9       |
| США Billboard Top Country Albums | 3       |
| Чарт (2011)                      | Позиция |
| Австралия Albums Chart           | 51      |
| Канада Albums Chart              | 9       |
| США Billboard 200                | 2       |
| США Billboard Top Country Albums | 1       |

| Чарт (2012)                        | Позиция |
| ---------------------------------- | ------- |
| США Billboard 200                  | 45      |
| США Top Country Albums (Billboard) | 18      |

| Чарт (2017)                        | Позиция |
| ---------------------------------- | ------- |
| США Top Country Albums (Billboard) | 73      |

| Чарт (2018)                        | Позиция |
| ---------------------------------- | ------- |
| США Top Country Albums (Billboard) | 77      |

| Чарт (2021)                        | Позиция |
| ---------------------------------- | ------- |
| США Top Country Albums (Billboard) | 34      |

| Чарт (2010—2019)                   | Позиция |
| ---------------------------------- | ------- |
| Австралия (ARIA)                   | 39      |
| США Billboard 200                  | 50      |
| США Top Country Albums (Billboard) | 17      |

| Чарт                      | Позиция |
| ------------------------- | ------- |
| США Billboard 200 (Women) | 66      |

## Сертификации
| Регион | Сертификация  | Продажи   |
| --- | ------------- | --------- |
| Австралия (ARIA) | 2× Платиновый | 140 000^  |
| Бразилия (ABPD) | Золотой       | 20 000*   |
| Канада (Music Canada) | 3× Платиновый | 240 000^  |
| Ирландия (IRMA) | Золотой       | 7500^     |
| Япония (RIAJ) | Золотой       | 100 000^  |
| Новая Зеландия (RMNZ) | 3× Платиновый | 45 000    |
| Великобритания (BPI) | Золотой       | 173,582   |
| Филиппины (PARI) | Platinum      | 15,000    |
| США (RIAA) | 6× Платиновый | 4,642,200 |
| Итого |               |           |
| В мире | н/д           | 6,000,000 |
| * Данные о продажах приведены только на основе сертификации. ^ Данные о тиражах приведены только на основе сертификации. |               |           |